# Prospero Gallinari
Prospero Gallinari, född 1 januari 1951 i Reggio nell'Emilia död 14 januari 2013 i Reggio nell'Emilia, var en italiensk terrorist och medlem av den kommunistiska terrororganisationen Röda brigaderna. 
Gallinari är mest känd för att ha varit den som hade ansvaret för bevakningen av den kristdemokratiske politikern Aldo Moro under de 54 fyra dygn som Moro var Röda brigadernas fånge. Man trodde länge felaktigt att det var Gallinari som mördade Moro den 9 maj 1978 och han dömdes även som gärningsman för mordet 1983. Mer än ett årtionde senare avslöjades sanningen om den saken då de verkliga gärningsmännen erkände mordet.

## Biografi
Gallinari växte upp i det fattiga lantbruksdistriktet Mancasale, där hans far var arrendator. Som nioåring deltog han i begravningen av fem verkstadsarbetare som skjutits ihjäl av polisen under en demonstration, en händelse som gjorde ett djupt intryck på honom och bidrog starkt till hans politiska radikalisering senare i livet. 
Som tonåring anslöt sig Gallinari till det italienska kommunistpartiets ungdomsorganisation FGCI och deltog där i demonstrationer riktade mot USA:s militära närvaro i Vietnam och Italiens medlemskap i NATO. I samband med president Nixons besök i Italien i februari 1969 utträdde Gallinari tillsammans med flera andra ur det italienska kommunistpartiet PCI. Utbrytarna ansåg att partiets hållning i NATO-frågan inte var tillräckligt radikal och de bildade därför en ny ungdomsorganisation för politiska studier som de gav namnet Collettivo politico operai studenti. Bland de inbjudna föreläsarna till gruppens möten fanns två av Röda brigadernas blivande ledargestalter, sociologistuderandena vid universitetet i Trento Renato Curcio och Margherita Cagol. Under samtal med dem ”mellan en lunch och en middag” delgav paret Gallinari sina planer på att utvidga sin politiska verksamhet från Trento till norra Italiens stora industristäder.
Gallinari deltog i de praktiska förberedelserna till ett möte som hölls hösten 1970 i byn Costaferrata i Reggio Emilia. Mötet arrangerades av vänsterorganisationen Sinistra proletaria och resulterade i en delning av de deltagande aktivisterna i två grupper. En radikal gruppering samlades under ledning av Corrado Simioni som var för grundandet av en underjordisk organisation och en grupp leddes av Curcio som pläderade för att man skulle agera öppet med bas i de stora industristädernas fabriker. Curcios linje segrade och ur hans grupp föddes sedan Röda brigaderna. Gallinari som var anhängare av Simionis linje kom därför inte att ansluta sig till Röda brigaderna förrän 1973 då han rekryterades av Lauro Azzolini. Då hade brigaderna radikaliserats till den grad att organisationen i praktiken hade gått in på Simionis linje.
Gallinari kommenderades till Marghera där han skulle delta i bildandet av en ny avdelning inom Röda brigaderna. Under ett tillfälligt besök i Turin greps han av polisen den 5 november 1974 och kom därmed att ingå i den grupp av Röda brigadernas ”historiska ledare” (”capi storici”) som ställdes inför rätta i Turin våren 1976. Under ett uppehåll i rättsprocessen flydde Gallinari från fängelset i Treviso den 2 januari 1977.
Gallinari tog sig till Rom och anslöt sig där till Röda brigadernas lokala sektion som då var i full färd med att planera och förbereda kidnappningen av Aldo Moro. Förberedelsena innebar ett flertal politiska attentat med syftet att fastslå vilka av Romsektionens (”colonna romana”) medlemmar som var att lita på i ett skarpt läge. Gallinari tvingades i det sammanhanget ingripa vid två tillfällen då han hade rollen som reservskytt. Det första attentatet ägde rum den 2 november 1977 då Barbara Balzerani och Bruno Seghetti skulle verkställa uppdraget att skjuta den kristdemokratiske politikern Publio Fiori i benen (s.k. ”gambizzazione”) . Det visade sig att Fiori var beväpnad med pistol. När Fiori drog sitt vapen för att besvara elden ingrep Gallinari och sköt honom i bröstet. Den svårt skadade Fiori överlevde och blev så småningom sjöfarts- och transportminister i Silvio Berlusconis första regering. Det andra tillfället var den 14 februari 1978 då den 21-årige brigadist-wannaben Raimondo Etro skulle skjuta domaren Riccardo Palma men i det avgörande ögonblicket inte förmådde avfyra sitt vapen. Gallinari ingrep då och avlossade en salva från sin kulsprutepistol. Palma träffades av 14 skott och dog omedelbart.
År 1978 deltog Gallinari i kidnappningen av Aldo Moro och dödade då två av Moros livvakter genom att skjuta dem på nära håll genom vind- och sidorutan i deras bil. Under de 54 dygn som Moro var röda brigadernas fånge lämnade Gallinari aldrig lägenheten där Moro hölls fången och sov endast korta stunder i taget. Efter kidnappningsdramat deltog Gallinari i andra terroraktioner, t.ex. en attack mot kristdemokraternas lokala högkvarter vid Piazza Nicosia i Rom den 3 maj 1979, en aktion som kostade två polismän livet. Gallinari greps efter en eldstrid med polisen den 24 september 1979, då han skadades svårt efter att ha träffats i huvudet. Han dömdes den 24 januari 1983 till livstids fängelse för mordet på Moro.
Kort efter domen drabbades Gallinari av den första i en serie hjärtinfarkter som tvingade honom att undergå en komplicerad hjärtoperation. Efter att Mario Moretti ett årtionde senare erkänt mordet på Moro, avbröts Gallinaris livstidsstraff och omvandlades av hälsoskäl till husarrest med tillstånd att lämna hemmet för att arbeta, en rättslig status [”semilibertà”) som han kom att behålla till sin död 2013 (hjärtinfarkt). Gallinari har i intervjuer, dokumentärfilmer och sin självbiografi hävdat att Aldo Moros liv kunde ha räddats med en tämligen obetydlig eftergift från statens sida. Han ansåg att Democrazia Cristiana, kommunistpartiet PCI och påven genom sitt agerande var minst lika skyldiga till Moros död som Röda brigaderna.
Prospero Gallinari gifte sig i augusti 1981 i fängelset i Palmi med en annan medlem av Röda brigaderna, Anna Laura Braghetti. Äktenskapet upphörde i praktiken 1985 utan formell skilsmässa och utan att paret någonsin hade sammanlevt som gifta.